# ČZ 125 A
ČZ 125 je český lehký motocykl, je to dvoudobý, vzduchem chlazený jednoválec, vyráběný v letech 1945–1946 v České zbrojovce ve Strakonicích.
Motocykl byl vyvíjen v letech 1942–1943. Stavbou je podobný ČZ 98. Nový válec s objemem 125 cm³ dostal dva výfukové odvody. Kola byla z původního rozměru 26“ zmenšena na klasických 19“, s tím souvisí i zkrácení rámu a přední vidlice. Původní zůstala nádrž, podrámový kastlík nebo přední světlo. Bylo vyrobeno celkem 7703 kusů tohoto typu, zhruba polovina šla na vývoz. Jedná se o první ze série motocyklů ČZ 125 (A, B, T, C).

## Technické parametry
- Rám: trubkový ocelový
- Suchá hmotnost: 97 kg
- Maximální rychlost: 70 km/h
- Spotřeba paliva: 2,2 l/100 km